# Nazionale maschile di calcio delle Isole Salomone
La nazionale di calcio delle Isole Salomone è la squadra di calcio nazionale delle Isole Salomone. Affiliata alla FIFA e alla OFC, è posta sotto l'egida della Solomon Islands Football Federation. Pur non essendo una nazionale di medio livello, sta guadagnando un credito sempre maggiore nell'ambito del proprio continente.
Attualmente occupa la 134ª posizione nel ranking FIFA.

## Storia
La nazionale salomonese di calcio esordì il 30 agosto 1963, battendo per 6-3 le Nuove Ebridi in una partita ospitata dalle Figi.
Nel 1978, con l'indipendenza del paese dal Regno Unito, fu fondata la Federazione calcistica delle Isole Salomone. Nel 1980 la nazionale salomonese esordì nella Coppa d'Oceania. Nel 1988 la federcalcio nazionale si affiliò alla FIFA e nel 1993 la nazionale esordì nelle eliminatorie del campionato mondiale di calcio.
La selezione salomonese fu semifinalista della Coppa d'Oceania 1996.
Le Isole Salomone sorpresero il mondo calcistico oceaniano quando, nella Coppa d'Oceania 2004 (che valeva anche per le qualificazioni ai campionato del mondo 2006), partendo dai gironi preliminari, pareggiarono con la grande favorita Australia per 2-2 e strapparono, così, alla Nuova Zelanda il secondo posto nel girone finale, ottenendo la possibilità di giocarsi con l'Australia la coppa. Nella doppia finale le Isole Salomone furono sconfitte pesantemente per 5-1 e 6-0.
Malgrado la sconfitta, aver disputato la finale permise ai Solomons di qualificarsi allo spareggio che avrebbe indicato la squadra che avrebbe affrontato l'Uruguay, quinto nel girone sudamericano, al fine di qualificarsi ai campionato del mondo 2006. L'avversaria fu ancora l'Australia, che vinse anche in questo caso, per 7-0 e 2-1. Il pareggio ottenuto contro i rivali australiani e l'approdo in finale di Coppa delle nazioni oceaniane fu un risultato storico per le Isole Salomone,
Negli anni a venire la nazionale salomonese riuscì a raggiungere le semifinali della Coppa d'Oceania 2012, chiusa al quarto posto, e della Coppa d'Oceania 2016, poi la finale, in gara unica, degli spareggi OFC di qualificazione al campionato del mondo 2022, in cui furono sconfitti per 5-0 dalla Nuova Zelanda.

## Statistiche dettagliate sui tornei internazionali

### Mondiali
| Anno | Luogo                          | Piazzamento      | V | N | P | Gol |
| ---- | ------------------------------ | ---------------- | - | - | - | --- |
| 1930 | Uruguay                        | Non partecipante | - | - | - | -   |
| 1934 | Italia                         | Non partecipante | - | - | - | -   |
| 1938 | Francia                        | Non partecipante | - | - | - | -   |
| 1950 | Brasile                        | Non partecipante | - | - | - | -   |
| 1954 | Svizzera                       | Non partecipante | - | - | - | -   |
| 1958 | Svezia                         | Non partecipante | - | - | - | -   |
| 1962 | Cile                           | Non partecipante | - | - | - | -   |
| 1966 | Inghilterra                    | Non partecipante | - | - | - | -   |
| 1970 | Messico                        | Non partecipante | - | - | - | -   |
| 1974 | Germania Ovest                 | Non partecipante | - | - | - | -   |
| 1978 | Argentina                      | Non partecipante | - | - | - | -   |
| 1982 | Spagna                         | Non partecipante | - | - | - | -   |
| 1986 | Messico                        | Non partecipante | - | - | - | -   |
| 1990 | Italia                         | Non partecipante | - | - | - | -   |
| 1994 | Stati Uniti                    | Non qualificata  | - | - | - | -   |
| 1998 | Francia                        | Non qualificata  | - | - | - | -   |
| 2002 | Corea del Sud / Giappone       | Non qualificata  | - | - | - | -   |
| 2006 | Germania                       | Non qualificata  | - | - | - | -   |
| 2010 | Sudafrica                      | Non qualificata  | - | - | - | -   |
| 2014 | Brasile                        | Non qualificata  | - | - | - | -   |
| 2018 | Russia                         | Non qualificata  | - | - | - | -   |
| 2022 | Qatar                          | Non qualificata  | - | - | - | -   |
| 2026 | Canada / Stati Uniti / Messico | Non qualificata  | - | - | - | -   |

### Coppa delle nazioni oceaniane
| Anno | Luogo                  | Piazzamento      | V | N | P | Gol   |
| ---- | ---------------------- | ---------------- | - | - | - | ----- |
| 1973 | Nuova Zelanda          | Non partecipante | - | - | - | -     |
| 1980 | Nuova Caledonia        | Primo turno      | 0 | 0 | 3 | 3:21  |
| 1996 | Nessun paese ospitante | Terzo posto      | 0 | 0 | 2 | 1:3   |
| 1998 | Australia              | Non qualificata  | - | - | - | -     |
| 2000 | Polinesia francese     | Terzo posto      | 2 | 0 | 2 | 7:10  |
| 2002 | Nuova Zelanda          | Primo turno      | 0 | 1 | 2 | 3:9   |
| 2004 | Australia              | Secondo posto    | 3 | 1 | 3 | 10:17 |
| 2008 | Nessun paese ospitante | Non qualificata  | - | - | - | -     |
| 2012 | Isole Salomone         | Quarto posto     | 1 | 2 | 2 | 5:6   |
| 2016 | Papua Nuova Guinea     | Semifinale       | 1 | 0 | 3 | 2:4   |
| 2024 | Figi / Vanuatu         | Primo turno      | 0 | 0 | 2 | 0:4   |

## Tutte le rose

### Coppa d'Oceania
Coppa d'Oceania 1996P Aefi, P Bati, D Daudau, D Inifiri, D Karomae, D Omokirio, D Tanisapa, C Ashley, C Kiriau, C Maniadalo, C Peli, C Rukumana, C Seni, C Suri, C Vave, A Abana, A Berry, A Bobby, A Diu, A Vato, A Wabo, A Wali, CT: Ngara
Coppa d'Oceania 20001 Aefi, 2 Edwin, 3 Molea, 4 Kaierea, 5 Wickham, 6 S. Daudau, 7 Samani, 8 Wasi, 9 Menapi, 10 Waita, 11 Suri, 13 Firisua, 14 Toata, 15 P. Daudau, 16 Allen, 17 Omokirio, 18 Koto, 19 Konofilia, 20 Hale, CT: Cowie
Coppa d'Oceania 20021 Aefi, 2 S. Daudau, 3 Houkarawa, 4 G. Suri, 5 Ruakome, 6 Ruhasia, 7 Paoka, 8 Leo, 9 Menapi, 10 B. Suri, 11 P. Daudau, 12 Wickham, 13 Allen, 14 Waita, 15 Samani, 16 Koto, 17 Omokirio, 18 Fa'arodo, 19 Firisua, 20 Hale, CT: Cowie
Coppa d'Oceania 20041 Ray, 2 Leo, 3 Houkarawa, 4 Ruhasia, 5 Boe, 6 Kilifa, 7 Maemae, 8 Konofilia, 9 Aba, 10 B. Suri, 11 Menapi, 12 Wasi, 13 Lui, 14 Samani, 15 Toata, 16 Waita, 17 Omokirio, 18 Fa'arodo, 19 Kakai, 20 Aefi, 21 G. Suri, 22 Aruwafu, CT: Gillett
Coppa d'Oceania 20121 Ramoni, 2 Aengari, 3 Beui, 4 Bule, 5 Fa'arodo, 6 Faisi, 7 Iniga, 9 Kini, 10 Luwi, 11 Muri, 12 Naka, 13 Nate, 14 Nawo, 15 Ngava, 16 Qaraba, 17 Kilifa, 19 Totori, 20 Ray, 21 Tuasulia, 22 Wetney, 23 Wickham, CT: Moli
Coppa d'Oceania 20161 Mango, 2 Aengari, 3 Furai, 4 Fakari, 5 Kini, 6 Peter, 7 Ifunaoa, 8 Wale, 9 Totori, 10 Molea, 11 Lea'alafa, 12 Koti, 13 Naka, 14 M. Kilifa, 15 Donga, 16 Feni, 17 N. Kilifa, 18 Fa'arodo, 19 Daudau, 20 Otainao, 22 Nawo, 23 Do'oro, CT: Toata
Coppa d'Oceania 20241 Mango, 2 Peter, 3 Kofana, 4 David, 5 Wae, 6 Oreinima, 7 Fordney, 8 Molea, 9 Orobulu, 10 Lea'i, 11 Feni, 12 Laulae, 13 Kaua, 14 Ohasio, 15 Nawo, 16 Leslie, 17 Hou, 18 Irodao, 19 Koti, 20 Nauania, 21 Supa, 22 Tahanipue, 23 Tahioa, CT: Moli

## Rosa attuale
Lista dei convocati per le partite della Coppa delle nazioni oceaniane 2024 contro Vanuatu e Nuova Zelanda del 15 e 18 giugno 2024.
| N. | Pos. | Giocatore        | Data nascita (età) | Pres. | Reti | Squadra            |
| -- | ---- | ---------------- | ------------------ | ----- | ---- | ------------------ |
| 1  | P    | Phillip Mango    | 28 agosto 1995     | 37    | 0    | Central Coast      |
| 20 | P    | Harold Nauania   | 10 ottobre 1997    | 1     | 0    | Waneagu United     |
| 12 | P    | Michael Laulae   | 20 maggio 2002     | 2     | 0    | Henderson Eels     |
| 2  | D    | Allen Peter      | 11 settembre 1995  | 16    | 0    | Solomon Warriors   |
| 14 | D    | Calvin Ohasio    | 5 aprile 2000      | 7     | 0    | Central Coast      |
| 3  | D    | Leon Kofana      | 22 giugno 2002     | 14    | 0    | Rewa Football Club |
| 5  | D    | Javin Wae        | 17 novembre 2002   | 15    | 0    | Central Coast      |
| 4  | D    | Junior David     | 22 settembre 2001  | 4     | 0    | Central Coast      |
| 21 | D    | David Supa       | 21 dicembre 2000   | 11    | 0    | Central Coast      |
| 22 | D    | Prince Tahanipue | 13 gennaio 1995    | 7     | 0    | Central Coast      |
| 19 | D    | Steven Koti      | 10 giugno 2000     | 0     | 0    | Kossa FC           |
| 23 | C    | Marlon Tahioa    | 28 novembre 1998   | 8     | 0    | Central Coast      |
| 13 | C    | Atkin Kaua       | 4 aprile 1996      | 27    | 5    | Laugu United       |
| 6  | C    | Hudson Oreinima  | 24 luglio 1988     | 0     | 0    | Central Coast      |
| 18 | C    | Hadyn Irodao     | 29 ottobre 2002    | 0     | 0    | Central Coast      |
| 8  | C    | Tigi Molea       | 24 settembre 1992  | 6     | 3    | Solomon Warriors   |
| 17 | A    | Alwin Hou        | 18 settembre 1996  | 35    | 6    | Solomon Warriors   |
| 9  | A    | John Orobulu     | 29 agosto 2000     | 7     | 8    | Henderson Eels     |
| 11 | A    | Gagame Feni      | 21 agosto 1992     | 32    | 19   | Kossa              |
| 15 | A    | Joses Nawo       | 3 maggio 1988      | 50    | 8    | Kossa (capitano)   |
| 10 | A    | Raphael Lea'i    | 9 settembre 2003   | 17    | 11   | Adelaide City      |
| 16 | A    | Bobby Leslie     | 3 marzo 2000       | 8     | 2    | Central Coast      |
| 7  | A    | Junior Fordney   | 26 novembre 1999   | 1     | 0    | Central Coast      |